# Лауреано Гомес
Лауреано Елевтеріо Гомес Кастро (ісп. Laureano Eleuterio Gómez Castro; 20 лютого 1889 — 13 липня 1965) — колумбійський інженер і політик, вісімнадцятий президент Колумбії.

## Біографія
Народився 1889 року в Боготі. Навчався в Національному університеті Колумбії, здобувши фах інженера. Після того працював журналістом.
1911 року Гомеса було вперше обрано до парламенту. В 1925—1926 роках він обіймав посаду міністра громадських робіт, від 1931 до 1932 року був послом у Німеччині, а після повернення на батьківщину очолив Консервативну партію. 1936 року заснував газету «El Siglo». Під час Другої світової війни був одним із засновників фалангістського руху в Колумбії. 1948 року впродовж нетривалого часу займав пост міністра закордонних справ.
1949 року Консервативна партія висунула Гомеса кандидатом на президентських виборах. Через бойкот тих виборів з боку лібералів Лауреано Гомес їх виграв. 1951 року зазнав серцевого нападу, через що був змушений передати президентські повноваження Роберто Урданеті, якого обрав парламент, контрольований консерваторами.
Після військового перевороту Густаво Рохаса Пінільї 13 червня 1953 року Гомес утік до Іспанії. Повернувся на батьківщину після повалення Пінільї військовою хунтою, яка обіцяла проведення демократичних виборів. Від 1958 до 1962 року очолював Сенат, залишався активним діячем Консервативної партії до самої смерті 1965 року.